# Hymedesmia ebria
Hymedesmia ebria är en svampdjursart som beskrevs av Alander 1937. Hymedesmia ebria ingår i släktet Hymedesmia och familjen Hymedesmiidae. Inga underarter finns listade i Catalogue of Life.